# A State of Trance 2015
A State of Trance 2015 é o décimo segundo álbum de estúdio da série A State of Trance,  compilado pelo DJ e produtor Armin van Buuren. Foi lançado no dia 27 de Março de 2015 pela gravadora holandesa Armada Music.

## Faixas
Disco Um (On the Beach - Na Praia)
| No. | Título                                                           | Artista                                      | Tempo de Duração |
| --- | ---------------------------------------------------------------- | -------------------------------------------- | ---------------- |
| 1.  | "Going Home (Gareth Emery Remix) [Armin van Buuren’s Intro Mix]" | Cosmic Gate & Emma Hewitt                    | 5:29             |
| 2.  | "Pegasus"                                                        | Protoculture                                 | 3:45             |
| 3.  | "The Truth We Can’t Escape"                                      | Dawn                                         | 3:16             |
| 4.  | "Looking Back"                                                   | Adam Szabo & Willem De Roo                   | 3:30             |
| 5.  | "The Edge"                                                       | Orjan Nilsen                                 | 2:55             |
| 6.  | "Calipso"                                                        | DRYM                                         | 3:25             |
| 7.  | "Ashes"                                                          | Denis Kenzo & Sarah Lynn                     | 4:43             |
| 8.  | "Step Into The Light"                                            | Fabio XB & Liuck feat. Christina Novelli     | 3:41             |
| 9.  | "Dreams Come True (DRYM Remix)"                                  | Ruben de Ronde feat. Victoria Ray            | 3:41             |
| 10. | "Tesseract"                                                      | ilan Bluestone                               | 4:29             |
| 11. | "What I Need (Ronski Speed Remix)"                               | Moiez & Alina Renae with Mike Shiver & Rapha | 3:56             |
| 12. | "When The Sun Smiles"                                            | Mino Safy                                    | 4:36             |
| 13. | "Atlas"                                                          | Eximinds & Yan Space                         | 2:29             |
| 14. | "Moments"                                                        | Venom One & Tomas Heredia                    | 3:14             |
| 15. | "UP (Mike Saint-Jules Remix)"                                    | Canberra & Astrid Suryanto                   | 3:38             |
| 16. | "Still Alive"                                                    | Timmus                                       | 4:19             |
| 17. | "4Ever (Dub Mix)"                                                | Alex M.O.R.P.H. feat. Natalie Gioia          | 4:17             |
| 18. | "Time Stood Still"                                               | Simon Patterson feat. Matt Adey              | 6:42             |
| 19. | ''On the Beach Full Continuous Mix''                             | All Artists                                  | 1:12:11          |

Disco Dois (In The Club - No Clube)
| No. | Título                                        | Artista                                           | Tempo de Duração |
| --- | --------------------------------------------- | ------------------------------------------------- | ---------------- |
| 1.  | "Together (In A State of Trance) (Intro Mix)" | Armin van Buuren                                  | 6:40             |
| 2.  | "Overload"                                    | Talemono                                          | 3:01             |
| 3.  | "Multiverse"                                  | Alexander Popov                                   | 2:56             |
| 4.  | "Find Your Harmony (Driftmoon Stellar Mix)"   | Andrew Rayel                                      | 3:58             |
| 5.  | "Welcome To Earth"                            | Craig Connelly & Dan Thompson                     | 3:58             |
| 6.  | "Albino"                                      | Faruk Sabanci                                     | 3:22             |
| 7.  | "United"                                      | Fisherman & Hawkins and Gal Abutbul               | 3:51             |
| 8.  | "Panta Rhei"                                  | Armin van Buuren & Mark Sixma                     | 3:42             |
| 9.  | "Handprint"                                   | Eximinds & Vigel                                  | 3:25             |
| 10. | "Live Your Dream"                             | Arisen Flame & Driftmoon                          | 2:28             |
| 11. | "Carnation"                                   | Gaia                                              | 3:52             |
| 12. | "Freaks (Festival Mix)"                       | Jorn van Deynhoven                                | 4:12             |
| 13. | "In Principio"                                | Gaia                                              | 3:47             |
| 14. | "Mr. Slade (Solarstone Pure Mix)"             | Gai Barone                                        | 2:52             |
| 15. | "Magic Light"                                 | Standerwick & Philippe El Sisi feat. Ana Criado   | 4:13             |
| 16. | "Safe Inside You"                             | Armin van Buuren & Rising Star feat.Betsie Larkin | 5:47             |
| 17. | "Gravity"                                     | Allen Watts                                       | 3:14             |
| 18. | "Proteus"                                     | Dan Stone                                         | 4:45             |
| 19. | "Shine (Club Mix)"                            | Aly & Fila feat. Roxanne Emery                    | 5;01             |
| 20. | ''In the Club Full Continuous Mix''           | All Artists                                       | 1:15:13          |